# Echternacher See
Der Echternacher See ist ein künstlicher See südwestlich des Stadtzentrums von Echternach im Kanton Echternach in Luxemburg. Er wurde 1975 angelegt und wird von drei Quellbächen gespeist. Der Abfluss erfolgt direkt in den Lauterbornerbach und über den Lätschebach in den Lauterbornerbach, der von rechts in die Sauer fließt.
In dem See liegen neun Inseln, die für Freizeitzwecke angelegt wurden.

## Nutzung
Der Echternacher See ist ganzjährig für das Angeln geöffnet. Ein Teil des Sees ist seit 2022 zum Baden freigegeben, da die erforderlichen Nachweise der Wasserqualität erbracht wurden.